# 江西勸業銀行
江西勸業銀行是在1912年所創辦的，資本額確定為20萬元，實收6萬元，負責發行紙幣。1916年的時候，因為放出去的款無法回收，於是關門倒閉。